# 川島令三

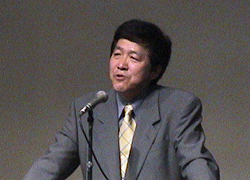
講演中の川島令三。2003年7月20日撮影

川島 令三（かわしま りょうぞう、1950年9月21日 - ）は、日本の鉄道評論家（鉄道アナリスト）である。鉄道友の会会員、全国鉄道利用者会議会員。
兵庫県芦屋市出身、山梨県上野原市在住。
鉄道に関する著作が多く、中でも『全国鉄道事情大研究』（草思社）は25年以上続くシリーズとして現在も続刊中で、川島はこのシリーズをライフワークとしている。

## 略歴
兵庫県立芦屋高等学校、東海大学を経て、電気車研究会『鉄道ピクトリアル』編集部に勤務。同誌のグラフ写真の撮影のほか、同社が刊行していた『電気車の科学』の編集も担当した。その後はフリーのライターとして鉄道関連の記事を書いていたが、収入も微々たるもので、妻子を養うために父親が関わるベンチャー企業に技術職として就職。そこで製品の改良を手がけた経験から、鉄道の改善策に関しても「できないと反論する前に、まずやってみろ」というスタンスを身につけたと語る。その後鉄道専門出版社「ジェー・アール・アール」設立に参画。鉄道アナリストと自称し、著述活動を主に活動している。
内田百閒や宮脇俊三のような紀行文学や、種村直樹のような乗車記録とその感想、雑学的なものや時事問題（種村は元毎日新聞記者であった）と絡めての論評とは異なり、鉄道に関する評論家として「利用する側に立った辛口の感想と改善への提案」を文章で書くスタイルを確立したパイオニア的存在である。所澤秀樹などと同様の雑学的内容の著書が多い。
川島が目指すところは「鉄道の復権」（関西に関しては「民鉄復権」も含む）であり、自らが取り上げた路線がさらに利用しやすくなることを願ってやまない旨を著書に記したこともある。
川島は小学生時代から鉄道に興味を持ち、地元の阪神電気鉄道の愛好者となる。現在でも阪神電車には造詣が深く、野球も同様に阪神ファンである。
2020年、Facebookを開始した。

## 主張・提言

### 傾向
鉄道の利便性向上を目的として、設備、ダイヤ、車両などに関する改良案を提起することを主体に活動している。
鉄道は他の輸送機関と比較して定時輸送・大量輸送に適していると主張しており、鉄道の優位性を主張している。輸送量が多い場合には鉄道整備が道路整備よりコストが安いとし、道路（特に高速道路）・空港整備に重点を置く行政に批判的であり、行政は鉄道にも重きを置いた交通政策をするように提言している。ただし、地方の取材などでは車を足に使っている事からも、車の利便性を挙げた上で、地域内輸送は車、中・長距離輸送は鉄道と棲み分けが可能であり、それが道路渋滞の解消に繋がり、さらには高速鉄道網の整備で航空機を国際線へ振り向けられると主張している。
著作では都市圏輸送や都市間輸送を担う路線を中心に扱っているが「全国鉄道事情大研究」シリーズでは全国のローカル路線も扱っている。主張は、鉄道会社側ができない理由（主にコストや費用対効果など）を挙げて提案をつぶすのに対して大風呂敷的に妄想すれば一部は実現できるであろうというスタンスから、コスト的・経営的・理論的な視点に重きは置かれていない。
また、本の中で提案されたアイデアが実現した例もある。

### 提言

#### 高速化
最速130 km/h運転、路線によっては160 km/h運転を提言。
また、各停しか走らない路線では快速などの優等列車の設定。およびそれを実現するにあたって、高速走行・高加減速ができる車両を揃えること、曲線部におけるカント量の増加による制限速度の向上、複々線化、保安装置の改良（移動閉塞あるいはそれと同等の効果を得られると川島が主張するデジタルATC、駅進入時の速度制限を無くすためのTASCの導入）等。

#### 快適な車内
転換クロスシートの導入。
同じクロスシートでもボックスシートへの評価は低く、転換クロスシートが望ましいとしている。上野原市在住の理由として「クロスシートで通勤できるから」と語っていることからも、個人的にもクロスシートを重視していることが見て取れる。ただし、実際は上野原市を走る中央本線でも通勤形車両が使用されることが多くなっている。
オールクロスシートが難しい場合、編成の一部をクロスシート化したり、その上で座席指定料金を取ることも提言している。スタンションポールやつり革については閑散時には鬱陶しいとして否定的な見方を示している。

#### 乗り継ぎの簡略化・新線の建設
他路線との大規模な直通運転やそのための延伸。利用客が期待できる施設までの延伸や駅の設置も提唱している。
新線建設の際には、リスク分散や利便性確保の観点から「上下分離方式」を採用することが望ましいとしており、これによらず建設された東京臨海高速鉄道りんかい線を運賃や利便性の観点から酷評している。

#### 増発・パターンダイヤの設定
都市近郊路線においては最低毎時4本（15分間隔）でないと利用できないと主張している。同時に優等列車についても増発を提言している。長編成による低頻度運転（所謂「汽車型ダイヤ」）を行っている路線については短編成による高頻度運転も提言している。

#### 駅施設のバリアフリー化・利便性向上
鉄道会社によるバリアフリー化の手法としてしばしば見られる「階段の一部にエスカレーターを導入」という形式に対して、階段だけならば列車到着時には幅いっぱいに使えるのに、一部分だけをエスカレーターにしたせいでそれができなくなったとして、エスカレーターを設置するのであれば新たに連絡通路なりを整備すべきであると主張している。
また、ターミナル駅の不便さには厳しい論評をしている。具体的には、京王井の頭線渋谷駅や、東武伊勢崎線北千住駅のような、駅設備の（ターミナル中心からの）後退による乗り換え距離の増加、そして構造が複雑化したことによる移動時間の増加を批判しており、「“改良”するほど不便になっている」などと批判している。

#### 小規模路線・路面電車のLRT化
夜行列車とともに路面電車を安易に廃止しすぎだと語っていたことがあり、路面電車やそれに類する軌道路線のLRT化をしばしば提言。中でも都電荒川線や京阪京津線については、LRT化のモデル路線と位置づけている。
川島は、日本では「LRT=低床路面電車」と受け取られがちであるとして、「本来のLRTはミニ地下鉄ほどの大きさであり、高速である。編成両数も長い」「多くは専用軌道を走るか、併用軌道でもクルマが進入できないようブロックで隔絶して走る」と持論を展開した上で、「LRT＝高規格路面電車」という位置付けを提唱し、単に低床式の車両の導入にとどまらない、大がかりな改良策を主張している。なお、川島自身はLRT化によって輸送力の増強が図れるため、それが高額な建設費を要する地下鉄に代わる輸送機関になるとしている。先述の都電荒川線のケースでも、欧米並みのLRV（軽快電車車両。加速度は5.0 km/h/s、減速度も5.0 km/h/s程度が最低ラインだと川島は主張している）の導入による最高速度180 km/h運転、高架線による道路との立体交差や、地下線による短絡を組み合わせた線路環境の実現といった、大胆な空想を打ち出している。

#### 利用客・鉄道ファンのマナー
近年車内トラブルが多発している事については、「行き過ぎた車社会の弊害」と自著で言及しており、幼少期からマイカーに乗っているから公共交通機関に乗り慣れて無いから都心の混雑列車でトラブルを起こしやすいと語っており、公共交通機関の利用は教育の場でもあると主張している。
鉄道ファンのマナーの悪さについて、撮り鉄や乗り鉄のマナーやイロハは顧問教師や監督、先輩方から教わるのが通例だが、学校での鉄道や旅行関係の部活動廃止や縮小統合で、指導者や教える人が居なくなっていると自著で述べている。
女性専用車両についても神戸市営地下鉄や熊本市電の様な短編成にまで導入は快く思っておらず、半室にしてカーテンで仕切るなど柔軟に対応するようにと言及している。

### 各鉄道事業者に対する評価

#### 旧・日本国有鉄道（国鉄）
評価は概して低く、国鉄が開発・製造した103系電車については、同時期の私鉄の車両と比較して空気ばね台車等を採用していないために乗り心地が悪い、加速力が低いために運転性能が大幅に劣る、回生ブレーキを装備していないといった理由で酷評しており、さらには本来駅間距離の短い都市部の路線向けに開発した103系を常磐快速線や中央線特別快速などの中距離運用にまで充当した国鉄の極端な標準化方針も批判している。
関西の国鉄は他の地域に比べ良好であったが、当時の関西私鉄の質がそれ以上であったため、相対的に評価が低かったとも述べている。

#### 東日本旅客鉄道（JR東日本）
JR東日本への評価は概して低い。要因として、以下のようなものが挙げられる。
ロングシート主体の車両を中長距離運用や東北地方の閑散路線にまで使用し、転換クロスシートをほとんど採用していないことに関して、厳しい批判を幾度も繰り返している。乗客が逸走すると予想しながらコスト削減を優先しロングシート主体の車両を大量導入したことで実際に乗客の減少を招いた（ただし因果関係の立証はしていない）として、「確信犯的」「公共交通機関として失格」とまで酷評したこともある。しかし、ロングシート車の701系を導入後の秋田支社のローカル列車利用者数は対前年比106 %、弘前 - 青森間では対前年比104 %と増えている。。
また、パターンダイヤの導入に熱心でないために各駅での発車時刻や運転間隔にばらつきが出てしまい、乗客の利便性を損なっている、あるいは競合私鉄への乗客の流出に繋がっていることや、優等列車と普通電車の接続が悪いことなども要因となっているほか、ダイヤに余裕をとりすぎて表定速度が全般的に低いことも挙げられる。
同時に、私鉄線と併走していない区間が多く、それによりサービス向上への意欲が見られない点を批判している。私鉄路線と競合している湘南新宿ラインや総武快速線、東海道本線などの路線・区間においても、競争意識が薄いために本来のポテンシャルを発揮しきれておらず、私鉄に対し優位に立てていないと厳しい意見を述べている。
この他、E217系以降の一般形車両に採用されている車両先頭部の運転席とクラッシャブルゾーン(約⒉5m)についても、6名分もの座席が減った上に、客席スペースが狭くなるとの理由で否定的な見解を示したことがある。なお、国鉄101系電車や東急7700系電車の運転席は1.3m前後なのでその倍は取っており、東急2020系電車は先頭車だけ少し車体長を長くして運転席面積を確保しているが、それでも2m以内で収めている他、JR西日本は巴投げ方式で車端部は4人掛が多いので運転席は通常サイズの2m以内になっている。
JR東日本253系電車の成田エクスプレスについても、スピードや走りについては一級品でも、車内設備は固定ボックス席で時代遅れ、黒色ガラスを使用していて窓も小さく薄暗い、料金も海外渡航者は金持ちだと言っても設備的に急行料金が妥当でA料金ではボッタクリ、グリーン車も他の特急よりも割高と批判していたが、FIFAワールドカップ開催時に増備された車両やE259系については妥当と言及している。

#### 関東の私鉄事業者
こちらも、車両がロングシート主体であることや、表定速度が（関西の鉄道に比べて）低いことから、JR東日本ほどではないもののあまり好意的な評価はしていない。
ただし、関東大手私鉄で唯一の転換クロスシート導入（ただし手動転換ができないため価値が半減としている）や速達列車中心のダイヤ設定を行う京浜急行電鉄、運賃を値下げしスピードアップにも意欲的な京王電鉄、複々線化事業を推し進めている小田急電鉄などは好意的に評価されている。ただ、京王についてはラッシュ時におけるダイヤ編成、優等列車（特に高尾山輸送に用いられる車両）がロングシート主体であること、および京王線の複々線化が新宿駅 - 笹塚駅間のみにとどまっていることに対する評価は厳しい他、京王ライナーやS-TRAINなどのマルチシート車による料金徴収についても「ボッタくり、近鉄では料金取ってない、京阪プレミアムカーと雲泥の差」「10両編成で座席数が450人程度と少なく窓割り座席が合っておらず女性車両や優先席などの広告シールを窓に貼っていて鬱陶しい。EXEやMSEなら600人近く座れる」と批判している。
北総鉄道も運賃が高すぎる上に京成都営と3社連絡で余計に高くなっているので土休日だけでも値下げするなどの方策が必要だと語っている。東葉高速鉄道についても同様な意見だが、メトロが安く、本数も15分毎でほぼ全列車が都心直通しているので北総ほどの悪辣な批判は少ない。千葉急行電鉄の経営破綻も京成千葉線と共に都心直通出来るのに京成津田沼駅で系統分割をして乗換させることで客足が伸びなかった事と京急と同等性能の車両を持っているのに京成電鉄はのんびりした走りで宝の持ち腐れでみすみす客を逃しているから、上野〜ちはら台に千葉特急を走らせてJRに対抗すべきと批判している。
また、東急電鉄や東京地下鉄の混雑率については統一基準を用いず、独自スペックで算出していて、1両当たりの定員数が東急田園都市線と東京メトロ半蔵門線、東京メトロ千代田線と常磐緩行線、東急目黒線と都営地下鉄三田線と埼玉高速鉄道線でほぼ同一規格の車両を使用しているのに両社で異なる数値で算出しており、私鉄・地下鉄は通常幅車体なのにJRの幅広車体よりも多い定員数で算出しているので、東急とメトロは意図的に水増しして混雑率を少しでも下げたいと言う意図が見えると「最新 東京圏通勤電車事情大研究」で批判している他、近年は直通会社毎に種別変更したり、小田急や京王は途中駅での種別変更が多過ぎて利用者は混乱する、案内側も手間がかかると批判している。

#### 表記・案内方法
事業者毎に種別などの英語表記が異なるので統一するように進言している。東急と京成の通勤特急とメトロ・小田急の通勤急行が同じ英語表記(commuter  express)をしていて、通勤準急が表記できるのに通勤急行を無理矢理通勤特急と読ませたり、阪急電鉄と京王電鉄で特急・準特急の英語表記が異なるなど、各社各駅車両毎にバラバラで趣味的とも言える英語表記・英語案内を批判しており、統一表記すべき案件で、「外国人は混乱する」と是正するよう進言しており、岸田法眼も担当者や訳者が異なるとは言え、同様の指摘をしている。
| 種別                    | 表記1                                       | 表記2                              | 表記3                       | 表記4                              |
| ----------------------- | ------------------------------------------- | ---------------------------------- | --------------------------- | ---------------------------------- |
| 特急                    | 大半 limited Express                        | 小田急ロマンスカー ○○super Express | 京王 s.ex                   |                                    |
| 準特急                  | 阪急電鉄 semi limited Express               | 京王電鉄 s.sex                     | 京王(方向幕) semi s.ex      |                                    |
| 通勤特急                | 阪急京都線・相鉄 commuter limited Express   | 阪急神戸線 limited express         | 東急 com.exp.               | 京成 commuter Express              |
| 準急                    | ジュニアアンカー和英辞典 local Express      | 大半 semi express                  | 京阪 sub express            |                                    |
| 快特 快速特急           | 京成・京急 limited Express                  | 都営交通 Rapid express             | 阪急 rapid limited Express  |                                    |
| 区間急行                | 東武 section Express                        | 京王・京阪 semi express            | 近鉄 sub Express            | 阪神 Express                       |
| 区間快速                | 東武・野岩 section rapid                    | JR東海・TX semi rapid              | 東京モノレール rapid        | JR西日本・九州 Regional Rapid      |
| ○○快速                  | 空港快速 HANEDA Express                     | 関空快速 airport rapid             | 東葉快速 TOYORAP.           | 準快速(九州) semi rapid            |
| 新快速 特別快速         | 特快・特別快速 新快速(西日本) Special rapid | 新快速(東海) new rapid             | 超快速(北越急行) “Cho” Rap. | 特快速(神戸電鉄) Special rapid exp |
| エアポート快特          | 京急 ltd exp                                | 都営交通 ＬＴＤ.Rapid              | 京成 Access Express         | 北総 Access ltd exp                |
| 空港急行 エアポート急行 | 南海 airport exp                            | 京急・都営地下鉄 Express           |                             |                                    |
| 回送                    | 国鉄 KAISO                                  | 東武 DEADHEAD                      | 国際興業 FORWORD            | 東急 not in service                |
| 駅                      | 和英辞典 STATION                            | 東京メトロ STA                     | 南海・箱根登山 STN          | 都営バス eki                       |

#### 関西の鉄道事業者
『全国鉄道事情大研究』各巻での関西の事業者、特にJR西日本への評価は最近までは比較的高く、アーバンネットワーク内の高速化や高速・高頻度運転、パターンダイヤ、転換クロスシートなど、会社間の競争によって質が高められたケースが多かった（しかし、並行路線がない路線においては質的向上が今ひとつだったとも語っている）として、旧国鉄・私鉄とも総じて質が高かったと述べている。
JR西日本については、国鉄時代の車両を競合私鉄並みに性能の良い車両に置き換えた上で最高速度も引き上げた結果、サービスが向上したと賞賛している。ただし当時103系が残っていた大阪環状線などの路線では、延命工事が施された後も加速度が低いままの103系を加速度の高い新型車両（特に207系）へ置き換えるべきだとしていた。なお、207系の導入こそされなかったものの、その後201系体質改善車が導入された後、2016年よりJR設計の323系が同線に導入されている。
そのJR西日本についても、京阪神地区以外は評価が厳しく、「岡山・広島地区の山陽本線は年々ダイヤが廃れている」と述べているほか、ローカル線の経費削減のために行う日中時の保線（その際は運休となり、代行バスが運行されない）や極端な徐行運転を批判している。
こうして競合私鉄に対してJRが優勢になったため、関西の大手私鉄の施策にはかなり手厳しい批判をしている。全体の所要時間を伸ばしてでも優等列車の停車駅を増やすなど、JRとの競争において守りの姿勢でいるからとしており、特に阪急電鉄や京阪電気鉄道、近畿日本鉄道への批評は「あれだけの設備があるのに、なぜ積極的なスピードアップをしないのか」「阪急神戸線では待避駅が少ない」「阪急京都線の特急は停車駅を増やして遅くなった」、「京阪本線の急行の停車駅が多すぎる」、「近鉄は緩急結合運転を意識していない」と厳しい。同様に神戸の私鉄を東西につなぐ神戸高速鉄道についても、線内での運賃設定や速度制限がJRとの競争力を減じるとして厳しい評価を下している。一方で上述のとおり阪神ファンであることから、阪神電車についての辛口評価は少ないが、クロスシートについては「窓割と座席が合ってないから視界が悪く、外を眺めたい客と眩しいからカーテン閉めたい人がトラブルを起こしかねない。窓は3枚なので4列ではなく、3列にして補助席を設けるべき」と批判している他、デジタルATCを導入してスピードアップをする様に提言している。但し京阪は「車両の見本市」と評しており、日比谷線の5ドア車違って閑散時は使わないドアを締め切ってその部分の座席数を増やしている他、9000系は他社と違ってクロスシートとロングシートの左右交互配置をしておらず、他者の視線にも配慮している、関西私鉄は全体的に車両の清掃やメンテナスが丁寧だから50年経過していても古臭さを感じさせないと評している。
こうした私鉄各社の方策に対しては、速達列車の停車駅を増やさずに所要時間を短く抑え、緩急接続を密に行うことで途中駅の利便性の確保も図るべきであると主張すると同時に、関西私鉄同士（路線によってJRも含む）の直通運転をもっと増やすべきだと主張し、スイッチバックや連絡線の敷設といった大がかりな空想も随所で行っている。
なお、大阪市交通局に対しては、市営モンロー主義と呼ばれる他事業者に対する排他的な交通政策をはじめとして、一貫して批判的な評価を下していた。ただし市営モンロー主義政策は2011年12月の市長交代で終焉となった後、2018年3月末日をもって交通局自体も廃止されている。

### 問題点
『なぜ福知山線脱線事故は起こったのか』において、実際の事故原因が自身のスピードアップ至上主義と相反することから脱線原因を事故車207系電車に使用されているボルスタレス台車の構造が事故の最大の要因と断定しており、「台車に一家言ある京阪や京浜急行も採用しないし、採用した電鉄で、マズいと思っているところもある」「台車メーカーや一部関係者から危険である旨の証言を得た」と述べている。これについて、久保田博らによる構造理解の誤りの指摘・批判を受けている。

## 文章の性格
川島の初の著書である『東京圏通勤電車事情大研究』（草思社）では内容が内容だけに理屈っぽい書き方になり、加えて同書が反響を呼んだことでそれ以降の著書も同様の手法で書かざるを得なくなったという。また、「顔が見えない書き方」をすることで説得力を持たせるようにしているという。そのため「この著者は偏屈で堅物で陰気な人間に違いないと思っていたが、会ってみるとまったく正反対だった」とよく言われると思い込んでいる。
文中で「べき（である）」や「具体化していない」、「問題である」、「どうかしている」、「どうかと思う」、「いただけない」、「…する気にならない（なれない）」、「いい顔をしない」などといった表現を多用する。ただし現在ではこのような言い回しは少なくなっており、「必要がある」「してもらいたいものである」というように語調を弱めている。知人から「決め付けるような言い方は控えた方がいい」と忠告され意識していると語っている。
『全国鉄道事情大研究』シリーズ（草思社）での執筆経験から、他の類書では触れられていないような事柄についても記述するよう心がけていると語っている。これによって類書との差別化（および読者からの高評価）に繋がっている面もあるというが、一方で煩雑で、読みづらい文章であると批判されることもあるという。この点については「代表的なことだけを書けば煩雑にならずにすむが、これでは行かなくても書けるし、面白くもないはずである。といって読み辛い文章という批判を受けないように心掛けているが、それはとても難しいものだということを痛感している」と葛藤をにじませている。
本題とは関係無い話題に突然脱線したり、ジョークを挿入したりすることで書き手の人柄がわかるように配慮しているとも述べている。

## 川島による造語
これらの造語は「全国鉄道事情大研究」の巻末用語集でも掲載されている。
- 近鉄12400系電車の愛称「サニーカー」[40]。
- 優等列車の列車種別を増やして停車駅を分散する方式「千鳥式運転」、は、川島の造語と言われているが、この言葉は、阪神電鉄社史「輸送奉仕の五十年」(阪神電気鉄道.1955年)が、初出である。
- 駅構造について、2面3線で島式・単式ホームの複合型「国鉄（JR）形配線」。
- 列車の編成がホームの有効長をはみ出して停車する「（ホーム）はみ出し停車」。

造語ではないが、VVVFインバーターのことを『スリーブイエフ』インバーターと読んだのも、川島の著書が始まりである。

## 主要著作
※発売順に列挙
- 東京圏通勤電車事情大研究（草思社、1986年）ISBN 978-4-7942-0255-0
- 関西圏通勤電車事情大研究（草思社、1987年）ISBN 978-4-7942-0296-3
- 新幹線事情大研究 （草思社、1988年）ISBN 978-4-7942-0320-5
- これでいいのか、特急列車 JR・民鉄特急全列車徹底分析（寺本光照との共著、中央書院、1989年）ISBN 978-4-924420-39-7
- 新東京圏通勤電車事情大研究（草思社、1990年）ISBN 978-4-7942-0381-6
- 日本「鉄道」改造論 魅力ある交通機関の条件（中央書院、1991年）ISBN 978-4-924420-63-2
- 全国鉄道事情大研究シリーズ（草思社、1992年 - 2018年、全30巻）
  - 詳細は当該項目を参照。
- 「ライバル鉄道」徹底研究（中央書院、1992年）ISBN 978-4-924420-65-6
- 「ライバル鉄道」徹底研究 続（中央書院、1993年）ISBN 978-4-924420-85-4
- どうなる新線鉄道計画 東日本編（産調出版、1993年）ISBN 978-4-88282-128-1
- どうなる新線鉄道計画 西日本編（産調出版、1994年）ISBN 978-4-88282-129-8
- どうなっているのか！通勤電車 徹底比較（東京VS関西）（PHP研究所、1994年）ISBN 978-4-569-54240-9
- 徹底チェック特急全列車 東日本編（寺本光照と共著。中央書院、1994年）ISBN 978-4-924420-97-7
- どうなっているのか！通勤電車 続（PHP研究所、1995年）ISBN 978-4-569-54660-5
- 私の戦後「電車」史 1955-1995（PHP研究所、1995年）ISBN 978-4-569-55000-8
  - 2001年、『私の電車史』として同社から増補修正の上文庫化。ISBN 978-4-569-57608-4
- 徹底チェック特急全列車 西日本編（寺本光照と共著。中央書院、1995年）ISBN 978-4-88732-001-7
- 幻の鉄路を追う（中央書院、1996年）ISBN 978-4-88732-030-7
  - 2003年、『幻の鉄道路線を追う』としてPHP研究所から増補修正の上文庫化。ISBN 978-4-569-57911-5
- どうなる新線鉄道計画 東日本最新版（産調出版、1997年）ISBN 978-4-88282-157-1
- どうなる新線鉄道計画 西日本最新版（産調出版、1998年）ISBN 978-4-88282-174-8
- 鉄道なるほど雑学事典（PHP研究所、1998年）ISBN 978-4-569-57220-8
- 鉄道はクルマに勝てるか（中央書院、1998年）ISBN 978-4-88732-067-3
- 特急列車「高速化」への提言（中央書院、1998年）ISBN 978-4-88732-047-5
- 新幹線はもっと速くできる（中央書院、1999年）ISBN 978-4-88732-077-2
- 三大都市圏の鉄道計画はこうだった（産調出版、1999年）ISBN 978-4-88282-205-9
- 電車の動かし方 山手線から新幹線「のぞみ」まで（監修。PHP研究所、1999年）ISBN 978-4-569-60739-9
- 鉄道なるほど雑学事典 2（PHP研究所、1999年）ISBN 978-4-569-57313-7
- 通勤電車なるほど雑学事典（編著。PHP研究所、2000年）ISBN 978-4-569-57377-9
- 鉄道のすべてがわかる事典（岡田直と共著。PHP研究所、2000年）ISBN 978-4-569-57470-7
- 徹底チェックJR特急車両 JRはどんな車両をつくってきたか 上（中央書院、2000年）ISBN 978-4-88732-092-5
- 徹底チェックJR一般車両 JRはどんな車両をつくってきたか 下（中央書院、2001年）ISBN 978-4-88732-101-4
- 徹底チェック民鉄車両 JR発足後、民鉄はどんな車両をつくってきたか 上（中央書院、2001年）ISBN 978-4-88732-104-5
- 徹底チェック民鉄車両 JR発足後、民鉄はどんな車両をつくってきたか 下（中央書院、2001年）ISBN 978-4-88732-109-0
- 鉄道未来地図（東京書籍、2001年）ISBN 978-4-487-79604-5
- 新線鉄道計画徹底ガイド 未来鉄道2020年 東日本編（山海堂、2001年）ISBN 978-4-381-10388-8
- 新線鉄道計画徹底ガイド 未来鉄道2020年 西日本編（山海堂、2001年）ISBN 978-4-381-10389-5
- 私鉄王国の凋落（草思社、2001年）ISBN 978-4-7942-1073-9
- 鉄道再生論（中央書院、2002年）ISBN 978-4-88732-125-0
- 鉄道「歴史・地理」なるほど探検ガイド 大都市圏・新幹線版（岡田直と共編著。PHP研究所、2002年）ISBN 978-4-569-61988-0
- 新線鉄道計画徹底ガイド 未来鉄道2020年 新幹線編（山海堂、2002年）ISBN 978-4-381-10438-0
- 山梨の鉄道（山梨日日新聞、2003年）ISBN 978-4-89710-715-8
- 鉄道「新車」レビュー 利用者本位の車両づくりを求めて Vol.1（中央書院、2003年）ISBN 978-4-88732-140-3
- 幻の鉄道路線を追う 未開業新線はこうすれば実現する！（PHP研究所、2003年）ISBN 978-4-569-57911-5
- 関西圏通勤電車徹底批評 上・下（草思社、2004年）ISBN 978-4-7942-1359-4/ISBN 978-4-7942-1375-4
- 全国鉄道おもしろ雑学事典 最新事情！（PHP研究所、2004年）ISBN 978-4-569-63682-5
- なぜ福知山線脱線事故は起こったのか（草思社、2005年）ISBN 978-4-7942-1428-7
- 全国ユニーク鉄道雑学事典 最新事情！（PHP研究所、2005年）ISBN 978-4-569-64100-3
- 東京圏通勤電車 どの路線が速くて便利か（草思社、2006年）ISBN 978-4-7942-1484-3
- 贅沢な出張全国鉄道ガイド 最新グリーン車案内（角川書店、2006年）ISBN 978-4-04-710028-2
- 図解 【新説】全国未完成鉄道路線 謎の施設から読み解く鉄道計画の真実（講談社、2007年）ISBN 978-4-06-281347-1
- 図解 【新説】全国寝台列車未来予想図 ブルートレイン「銀河」廃止の本当の理由（講談社、2008年）ISBN 978-4-06-214575-6
- 図解 日本三大都市幻の鉄道計画 明治から戦後へ、東京・大阪・名古屋の運命を変えた非実現路線（講談社、2008年）ISBN 978-4-06-281228-3
- 図解 日本三大都市未完の鉄道路線 昭和から平成へ、東京・大阪・名古屋の未来を変える計画の真実（講談社、2008年）ISBN 978-4-06-281238-2
- 全国鉄道なるほど事情（PHP研究所、2008年）ISBN 978-4-569-67075-1
- 超・新幹線が日本を変える リニア開通2025年の高速鉄道網（KKベストセラーズ、2008年）ISBN 978-4-584-13081-0
- すごい列車!（横見浩彦と共著、メディアファクトリー、2008年）ISBN 978-4-8401-2372-3
- くわしくわかる新幹線のしくみ（監修。ナツメ社、2009年）ISBN 978-4-8163-4678-1
- 全国「ユニーク鉄道」徹底ガイド（PHP研究所、2009年）ISBN 978-4-569-67154-3
- 〈ビジュアル〉全国「ユニーク鉄道」ガイド 旅行がもっと！面白くなる（PHP研究所、2009年）ISBN 978-4-569-77113-7
- 【図説】日本の鉄道 東海道ライン （2009年 講談社）
  - 第1巻 東京駅 - 横浜エリア ISBN 978-4-06-270011-5
  - 第2巻 横浜駅 - 熱海エリア ISBN 978-4-06-270012-2
  - 第3巻 熱海駅 - 豊橋エリア ISBN 978-4-06-270013-9
  - 第4巻 豊橋駅 - 名古屋エリア ISBN 978-4-06-270014-6
  - 第5巻 名古屋駅 - 米原エリア ISBN 978-4-06-270015-3
  - 第6巻 米原駅 - 大阪エリア ISBN 978-4-06-270016-0
  - 第7巻 大阪エリア - 神戸駅 ISBN 978-4-06-270017-7
  - 第8巻 名古屋南部・紀勢東部 ISBN 978-4-06-270018-4
  - 第9巻 奈良・東大阪 ISBN 978-4-06-270019-1
  - 第10巻 阪南・紀勢西部 ISBN 978-4-06-270020-7
  - 第11巻 東京南東部・千葉北西部 ISBN 978-4-06-270021-4
  - 第12巻 東京北東部・埼玉南東部 ISBN 978-4-06-270022-1
  - 発掘・発見！鉄道・配線のミステリー 「鉄道の不思議」の謎が解ける！ 東海道ライン編 ISBN 978-4-06-270023-8
- 【図説】日本の鉄道 中部ライン （2010年 講談社）
  - 第1巻 東京駅 - 三鷹エリア ISBN 978-4-06-270061-0
  - 第2巻 三鷹駅 - 八王子エリア ISBN 978-4-06-270062-7
  - 第3巻 八王子駅 - 松本エリア ISBN 978-4-06-270063-4
  - 第4巻 塩尻駅 - 名古屋東部 ISBN 978-4-06-270064-1
  - 第5巻 米原駅 - 加賀温泉駅 ISBN 978-4-06-270065-8
  - 第6巻 加賀温泉駅 - 富山エリア ISBN 978-4-06-270066-5
  - 第7巻 富山・系魚川・黒部エリア ISBN 978-4-06-270067-2
  - 第8巻 系魚川駅 - 新潟エリア ISBN 978-4-06-270068-9
  - 第9巻 信州・信越エリア ISBN 978-4-06-270069-6
  - 第10巻 上越・秩父エリア ISBN 978-4-06-270070-2
  - 第11巻 埼玉南部・東京多摩北部 ISBN 978-4-06-270071-9
  - 第12巻 東京都心北部 ISBN 978-4-06-270072-6
- 【図説】日本の鉄道 特別編成 山陽・九州新幹線ライン（2011年9月14日 講談社）ISBN 978-4-06-270073-3
- この列車がすごい 貴重な写真230点収録！（横見浩彦との共著。メディアファクトリー、2010年）ISBN 978-4-8401-3149-0
- 【図説】日本の鉄道 山陽・山陰ライン （2011年 講談社）
  - 第1巻 神戸・姫路エリア ISBN 978-4-06-295151-7
  - 第2巻 北神戸・福知山エリア ISBN 978-4-06-295152-4
  - 第3巻 京都北部・兵庫エリア ISBN 978-4-06-295153-1
  - 第4巻 兵庫西部・岡山エリア ISBN 978-4-06-295154-8
  - 第5巻 鳥取・出雲・尾道エリア ISBN 978-4-06-295155-5
  - 第6巻 広島東部・呉エリア ISBN 978-4-06-295156-2
  - 第7巻 広島エリア ISBN 978-4-06-295157-9
  - 第8巻 山口エリア ISBN 978-4-06-295158-6
- 【図説】日本の鉄道 四国・九州ライン （2013年 講談社）
  - 第1巻 四国東部エリア ISBN 978-4-06-295160-9
  - 第2巻 四国西部エリア ISBN 978-4-06-295161-6
  - 第3巻 北九州・筑豊エリア ISBN 978-4-06-295162-3
  - 第4巻 福岡エリア ISBN 978-4-06-295163-0
  - 第5巻 長崎・佐賀エリア ISBN 978-4-06-295164-7
  - 第6巻 熊本・大分エリア ISBN 978-4-06-295165-4
  - 第7巻 宮崎・鹿児島・沖縄エリア ISBN 978-4-06-295166-1
- 【図説】日本の鉄道 特別編成 首都近郊スペシャル 全線・全駅・全配線 （2014年 講談社） ISBN 978-4-06-295167-8
- 【図説】日本の鉄道 東北ライン前期 （2014年 講談社）
  - 第1巻 両毛エリア ISBN 978-4-06-295168-5
  - 第2巻 常磐エリア ISBN 978-4-06-295169-2
  - 第3巻 房総エリア ISBN 978-4-06-295170-8
  - 第4巻 日光‧宇都宮エリア ISBN 978-4-06-295171-5
  - 第5巻 福島エリア ISBN 978-4-06-295172-2
- 最新 東京圏通勤電車事情大研究（草思社、2014年）ISBN 978-4-7942-2090-5
- 【図説】日本の鉄道 東北ライン後期 （2015年 講談社）
  - 第6巻 仙台‧山形エリア ISBN 978-4-06-295173-9
  - 第7巻 盛岡‧三陸エリア ISBN 978-4-06-295174-6
  - 第8巻 岩手‧青森エリア ISBN 978-4-06-295175-3
  - 第9巻 秋田エリア ISBN 978-4-06-295176-0
  - 第10巻 白神‧津軽エリア ISBN 978-4-06-295177-7
- 【図説】日本の鉄道 北海道ライン （2015年-2016年 講談社）
  - 第1巻 道南エリア ISBN 978-4-06-295178-4
  - 第2巻 道央エリア ISBN 978-4-06-295179-1
  - 第3巻 道東‧道北エリア ISBN 978-4-06-295180-7
- 【図説】日本の鉄道 特別編成 全国新幹線ライン 全駅・全車両基地 （2016年6月30日 講談社）ISBN 978-4-06-295181-4
- 【図説】日本の鉄道 鉄道配線大研究 乗る、撮る、未来を予測する（2017年2月27日 講談社）ISBN 978-4-06-295182-1

## テレビ出演
- ビーバップ!ハイヒール（ABCテレビ）- 『関西鉄道ミステリー』シリーズの解説として不定期登場 (Part1 - Part6)
- 川島令三の全国特急案内 （旅チャンネル）
- 川島令三&向谷実の鉄道マニア倶楽部 （MONDO21）
- 川島令三&向谷実の鉄道マニア倶楽部 Ver.2 （MONDO21）
- 川島令三&向谷実の鉄道マニア倶楽部 Ver.3 （MONDO21）
- NIKKEI×BS LIVE 7PM（2012年5月31日、11月1日、向谷実とともにゲスト）